# نبيل عاطف
نبيل عاطف ممثل مغربي من مواليد سنة 1973 بمدينة الدار البيضاء. شارك في عدد من الأفلام والمسلسلات المغربية. 

## بعض أعماله

### أفلام
- 2015: الاوراق الميتة
- 2016: ليلة غير عادية
- 2017: علي يا علي
- 2020: ميوبيا

### مسلسلات
- مداولة
- 2015: حميمو
- 2015: تاريخنا فخرنا
- 2017: الله يسامح
- 2018: ديسك حياتي
- 2018: ولا عليك
- 2019: عيون غائمة
- 2023: كازا ستريت

## روابط خارجية
- نبيل عاطف على موقع IMDb (الإنجليزية)
- نبيل عاطف على موقع قاعدة بيانات الأفلام العربية